# Iridothrips iridis
Iridothrips iridis är en insektsart som först beskrevs av Watson 1924.  Iridothrips iridis ingår i släktet Iridothrips och familjen smaltripsar. Arten är reproducerande i Sverige. Inga underarter finns listade i Catalogue of Life.